# 程江镇
程江镇是中国广东省梅州市梅县区下辖的一个镇，地处梅州市梅县区经济开发区,总面积约54平方公里，拥耕地面积9537亩，山地森林面积4.28万亩，辖14个行政村和1个居民委员会，常住居民人口约为3.7万人。程江镇，华侨及港澳台同胞众多，是梅县区重点侨乡镇之一，梅县区人民政府设于该地，经济较为发达，2006年全镇工农业总产值8.64亿元。

## 行政区划
- 居民委员会：程江居民委员会
- 村落：大塘村、大和村、大沙村、横岗村、浒洲村、车上村、古塘村、西山村、扶贵村、扶外村、槐岗村、周塘村、墩上村、长滩村